# Paris–Brest

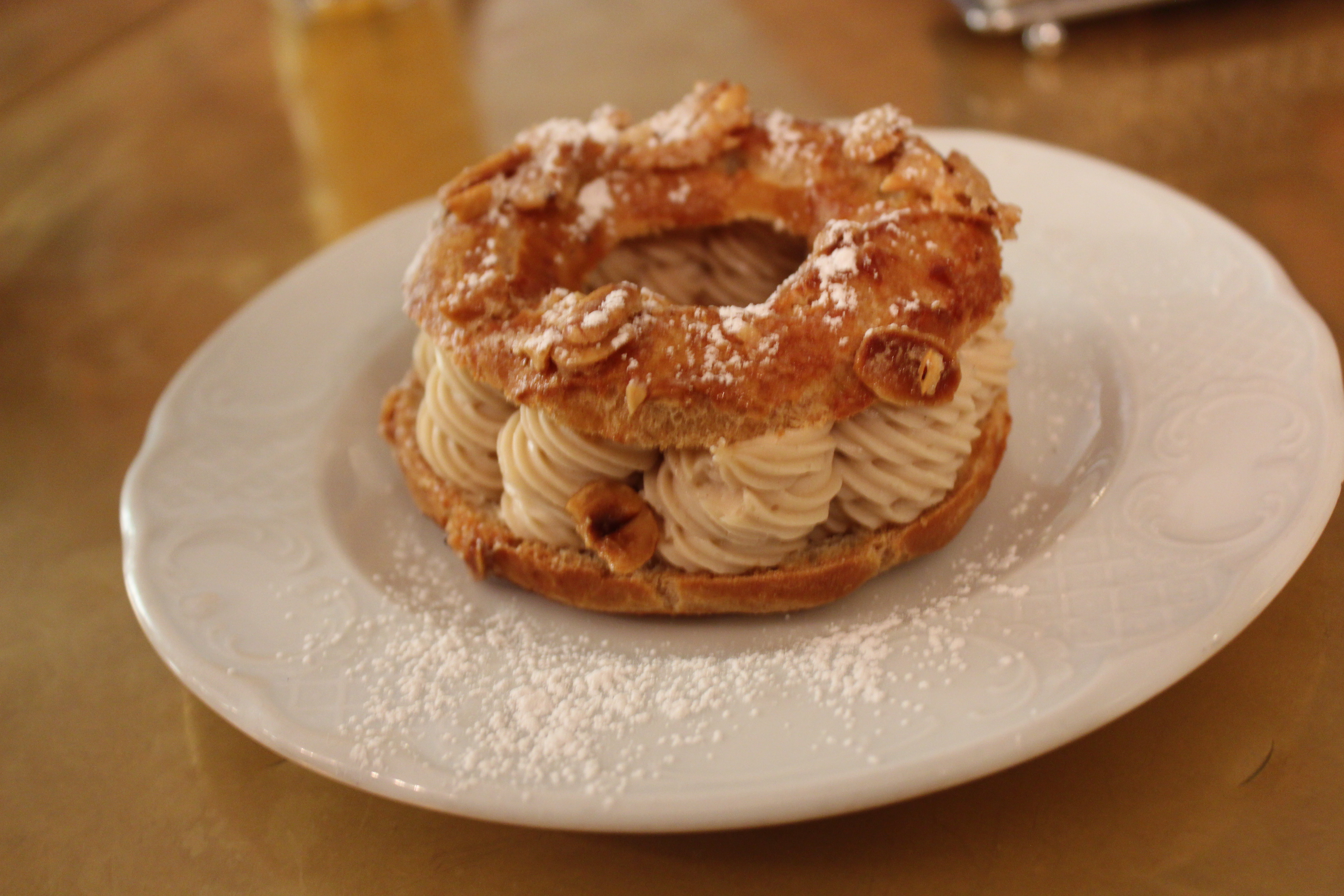
Dezert Paris - Brest

Paris–Brest (česky Paříž – Brest) je tradiční francouzský dezert prstencového tvaru, vyrobený z odpalovaného těsta posypaného na vrchu plátky mandlí, který je po upečení naplněn krémem mousseline pralinée. Tento krém se skládá z másla, cukrářského krému a hmoty pralinée, což jsou pražené karamelizované ořechy (obvykle lískové oříšky a mandle), které se následně mixují v mixéru tak dlouho, dokud nevznikne kašovitá hmota. Dezert je vyráběn o průměru asi 10 cm, nebo větším, cca 20 cm, který je následně dělen na jednotlivé porce.
Původ tohoto dezertu je připisován Louisi Durandovi, cukráři z města Maisons-Laffitte, ležícího asi 18 km severozápadně od centra Paříže v departmentu Yvelines, regionu Île-de-France. Jmenovaný cukrář měl v roce 1910 tento dezert ve tvaru kola navrhnout k oslavě cyklistického závodu Paříž – Brest – Paříž.
Varianty dezertu
Občas se lze setkat se snahou některých cukrářů připravit teto dezert v jiném než tradičně prstencovém tvaru nebo obměnit jeho náplň. Obměna náplně může spočívat jak v prostém ochucení tradičního krému mousseline pralinée rumem, tak i v nahrazení tradiční náplně jinou. 